# 블랙스톤 (영화)
"블랙스톤"은 2016년에 개봉한 대한민국 & 프랑스의 합작 영화이다.

## 캐스팅
- 원태희
- 백현주
- 이해성
- 손석구
- 김두봉
- 태운
- 이설구

## 같이 보기
- 2015년 대한민국의 영화 목록